# Freshford, Irland
Freshford (iriska: Achadh Úr) är en ort i republiken Irland.   Den ligger i grevskapet Kilkenny och provinsen Leinster, i den centrala delen av landet, 100 km sydväst om huvudstaden Dublin. Freshford ligger 74 meter över havet och antalet invånare är 685.